# ألفريدو سيبولفيدا
ألفريدو سيبولفيدا (بالإسبانية: Alfredo Sepúlveda) هو منافس ألعاب قوى تشيلي، ولد في 3 أغسطس 1993.

## وصلات خارجية
- ألفريدو سيبولفيدا على موقع الاتحاد الدولي لألعاب القوى (الإنجليزية)